# مساعد بن محمد السناني
مساعد السناني وزير العمل والشؤون الاجتماعية السعودي ما بين عامي 1995 حتى عام 1999. يحمل درجة الماجستير في المحاسبة من جامعة أريزونا بالولايات المتحدة الأمريكية، وقد بدأ حياته العملية في المؤسسة العامة للتأمينات الاجتماعية ، وتدرج في العديد من الوظائف بها، ثم أصبح محافظاً للمؤسسة العامة للتأمينات الاجتماعية من عام 1403هـ حتى عام 1416هـ، ثم وزيرًا للعمل والشؤون الاجتماعية من عام 1416هـ حتى عام 1420هـ. شارك في عضوية عدد من اللجان الحكومية العليا، وشارك في عضوية مجالس إدارت من الشركات والبنوك. ويرأس مجلس إدارة الشركة السعودية للفنادق والمناطق السياحية من عام 1421هـ حتى تاريخه،[بحاجة لمصدر] وسبق له أن تأرس مجلس إدارة بنك البلاد حتى 17 أبريل 2013.
الابناء :
عادل
أسيل
سارة
سعود
عبدالرحمن
| سبقه محمد بن علي الفايز | وزير العمل والشؤون الاجتماعية السعودي 1416هـ - 1420هـ | تبعه علي بن إبراهيم النملة |